# 偏向路由
偏向路由 是一個供基於封包交換的網絡使用的路由策略，以減少使用緩衝數據包。每個數據包都有自己的首選輸出口離開路由，將資料送達目標。但是，若同時有兩個或以上數據包於同一個輸出口離開，只有其中一個數據包會經鏈路離開，其餘的只好在其他輸出口離開，儘管這些輸出口並非其首選。
偏向路由在一些情況下並不需要數據包來運作。